# 6·10 만세 운동
6·10 만세 운동(六十萬歲運動) 또는 6.10만세시위투쟁(六十萬歲侍衛鬪爭)은 일제강점기의 조선인 학생을 중심으로 순종의 장례가 있었던 1926년 6월 10일에 일어난 만세 운동이다. 병인년에 일어났다고 하여 병인만세운동(丙寅萬歲運動)으로 불리기도 한다.

## 준비
6·10 만세 운동은 3·1 운동을 잇는 조선 전역에서 발생한 항일 운동으로, 사전에 치밀하게 준비되었다. 그러나 일본 제국는 3·1 운동의 전철을 밟지 않기 위하여 철저한 경계 태세를 갖추었고, 경성부에는 7000여 명의 육·해군을 집결시켰다. 주동자는 2차 조선공산당수 강달영, 사회주의계의 권오설, 김단야, 이지탁, 인쇄직공 민영식, 이민재, 연희전문의 이병립, 박하균, 중앙고보의 이현상, 경성대학의 이천진, 천도교의 박내원, 권동진 등으로, 이들은 10만 장에 달하는 격문을 준비하고, 오전 8시 30분경 순종의 상여가 종로를 지날 때 일제히 만세를 부르고 격문을 살포, 수많은 사람들이 이에 호응했다.

## 경과
격문의 내용은 "일본 제국주의 타도," "토지는 농민에게," "8시간 노동제 채택," "우리의 교육은 우리들 손에" 등이었다. 6월 10일 순종의 인산에 참가한 학생은 2만 4000여 명이었다. 군중의 호응으로 시위가 확대되었으나 조직 사이의 유대 결여와 민족진영의 조직약화, 노총계 사회주의계열의 사전체포 등으로 일본 경찰에 저지당하여 곧 실패하였다.

## 결과

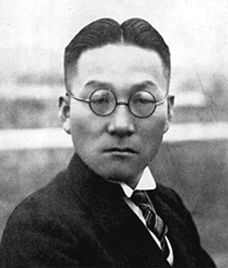
송진우는 정인보와 함께 순종의 유언을 위조하여 만세운동의 확산을 시도하였다.

이 사건으로 천여 명이 체포, 투옥되었으며, 제2차 고려공산청년회 책임비서 권오설을 비롯한 다수의 공산당원이 체포됨으로써 제2차 조선공산당이 무너지는 결과를 가져왔다. 또한 1927년 신간회·근우회·신정회·연정회 등의 조선인 사회단체 조직과 1929년 11월의 광주 학생 항일 운동에도 영향을 끼쳤다.
이때 송진우는 정인보(鄭寅普)와 함께 순종의 '유칙' 위작(遺勅僞作)을 획책하였다가 발각되어 이루지 못하였다. 그들은 곧 6·10 만세 운동을 배후에서 조종한 혐의로 종로 경찰서에 불려가 심문을 받았다. 한편 수감된 박헌영 역시 배후 조종 혐의로 고문을 당했으나, 관련이 있다는 근거는 찾아내지 못했다.
그해 11월 송진우는 3·1운동 7주년 기념사 관련 항소에서 패소하고 곧 서대문형무소에 수감되었다. 이어 11월 ‘국제농민본부기념사’ 사건으로 징역 6월형이 확정되어 복역하였다가 1927년 2월 일본 신임 천황 히로히토 즉위기념 특사로 출옥하였다.

## 같이 보기
- 신간회
- 근우회
- 순종
- 조선공산당
- 송진우